# Hiroko Kimura
Hiroko Kimura (japanska: 木村浩子), född 30 oktober 1934 i Saitama norr om Tokyo, japansk konstnär och kalligraf. Har varit bosatt i Sverige sedan 1978.
Hon finns representerad på Tokyo Museum of Art och i Ginza Yamato Gallery.